# خالد شفيعي
خالد شفيعي (29 مارس 1987 بمقاطعة سبيدان في إيران - ) هو لاعب كرة قدم إيراني في مركز الدفاع. لعب مع نادي تراكتور سازي ونادي غسترش فولاد ونادي فجر شهيد سباسي ونادي نفط طهران وKowsar Lorestan F.C. ‏ وShahrdari Zanjan F.C. ‏.

## وصلات خارجية
- خالد شفيعي على موقع دوري كوريا الجنوبية (الإنجليزية)
- خالد شفيعي على موقع قاعدة بيانات كرة القدم.إي يو (الإنجليزية)
- خالد شفيعي على موقع Soccerway.com (الإنجليزية)
- خالد شفيعي على موقع GSA (الإنجليزية)